# Chhāpar
Chhāpar är en ort i Indien.   Den ligger i distriktet Chūru och delstaten Rajasthan, i den nordvästra delen av landet, 290 km väster om huvudstaden New Delhi. Chhāpar ligger 311 meter över havet och antalet invånare är 18 727.
Terrängen runt Chhāpar är mycket platt. Runt Chhāpar är det ganska tätbefolkat, med 160 invånare per kvadratkilometer. Närmaste större samhälle är Sūjāngarh, 13,5 km söder om Chhāpar. Trakten runt Chhāpar består till största delen av jordbruksmark.